# Potamotrygon motoro
A arraia-olho-de-pavão, uje-de-rio-ocelada, arraia ocelada, arraia motoro ou arraia de água doce ocelada (Potamotrygon motoro) é um peixe cartilagíneo do gênero Potamotrygon. Pouco se sabe sobre esta uje ovovivípara. Sabe-se que é perigosa pois a sua Ferroada causa dores fortes. Habita as bacias do rio da Argentina; Brasil; Paraguai, Bolívia, Colômbia, Guiana Francesa, Guiana, Paraguai, Peru, Suriname e Uruguai
Atinge 1 metro e pesa até 15 kg.
A Potamotrygon motoro é a maior espécie usada como mascote, sendo a espécie mais comum de arraia Potamotrygon, mantida em aquários de água doce de mais de 1300 litros.

## Etimologia
A Potamotrygon motoro, nome científico da espécie é conhecida popularmente como uje-de-rio-ocelada ou raia-olho-de-pavão. O nome Potamotrygon tem sua origem no grego em que “potamos” (ποτάμο) significa rio e “trygono”(τρίγωνο)significa triangulo, ou seja, as Potamotrygonidae num geral e principalmente as Potamotrygon são “triângulos-do-rio”.

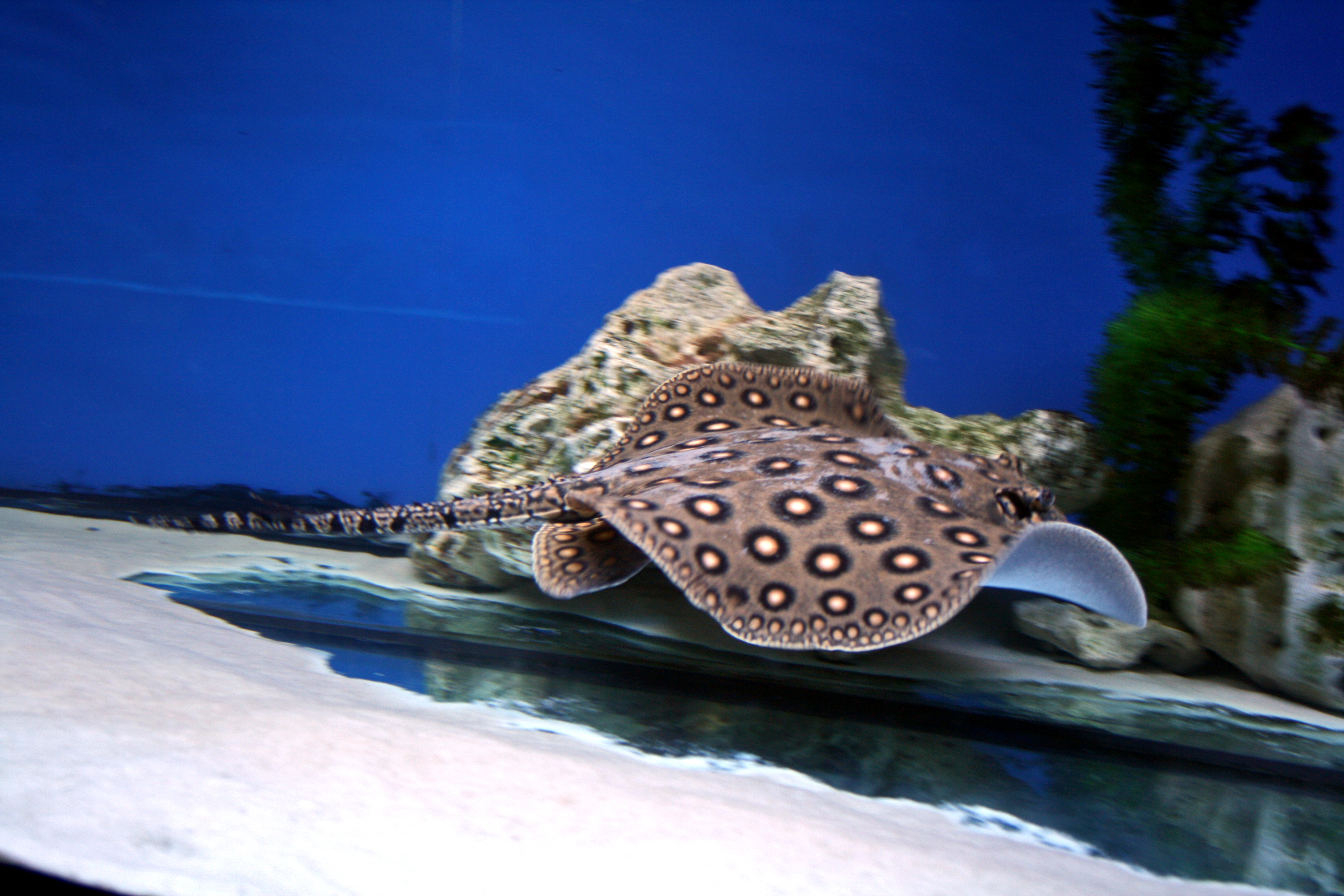

## Taxonomia
Ela pertence à família Potamotrygonidae. Esta família é composta por duas subfamílias Potamotrygoninae e Styracuninae e cinco gêneros Potamotrygon, Plesiotrygon, Helitorygon, Paratrygon, que pertencem à subfamíla Potamotrygoninae, e o Styracura, que pertence à subfamília Styracuninae.
A família Potamotrygonidae possui 38 espécies e pertence à ordem Myliobatiformes e à classe Chondrichthyes. Das 38 espécies, 33 se encontram no gênero Potamotrygon, os gêneros Plesiotrygon, Heliotrygon e Styracura possuem duas espécies cada e a Paratrygon por enquanto conta somente com a espécie P. aiereba.
A Potamotrygon motoro é pertencente da subfamília Potamotrygoninae e ao gênero Potamotrygon.

## Distribuição Geográfica e Habitat
O gênero ocorre em todos os países da América do Sul, exceto o Chile, sendo encontradas nos rios Atrato e Magdalena, na Colômbia, rios Orinoco e Maracaibo, Na Venezuela, rios costeiros das Guianas, Suriname e estado do Amapá (AP), no Brasil, além do Rio Amazonas e seus tributários.
Já se tratando da espécie P. motoro, a espécie é amplamente distribuída por toda a área de ocorrência do gênero, tanto em ambientes lóticos, como lênticos, sendo uma das mais generalistas em relação às condições da água e uma das poucas espécies do gênero que ocorrem em águas extremamente ácidas das florestas inundadas (pH de até 3.7).
Já foi registrada em diversos corpos hídricos e utilizadas para inúmeros estudos ecológicos, comportamentais e taxonômicos. Alguns exemplos de corpos hídricos no quais elas já foram coletadas e utilizadas para fins científicos são: Rio Tocantins, Rio Amazonas, Rio Tapajós, Rio Paraguai, Rio Paraná, Lago Arari, Lago Janauacá, Lago Muaná, Ilha de Marajós, entre muitos outros.

## Biologia e História Natural
Em Muaná localizado na Ilha de Marajó pertencente a Microrregião do Arari a Potamotrygon motoro é considerada carnívora, porém há variação na preferência alimentar entre espécimes imaturos e sexualmente maduros, logo sua alimentação é composta principalmente por crustáceos e moluscos. Entretanto em toda a extensão da ilha de Marajó a alimentação do P. motoro é composto majoritariamente por crustáceos para os sexualmente imaturos  e peixes para os sexualmente maduros. Em Afuá um município pertencente à Mesorregião do Marajó não há diferença na alimentação nessas duas fases sexuais da arraia.
Na Potamotrygon motoro para que seja possível determinar em qual estágio sexual ele se encontra, nos machos é observado seu clásper, se ele se apresenta rígido o espécime é um indivíduo adulto; subadulto para aqueles que apresentam clásper igual ao de um adulto no quesito tamanho, porém sem a comum rigidez; um indivíduo jovem apresenta um clásper no início de sua maturação, tendo seu tamanho em desenvolvimento, entretanto sem alcançar comprimento e volume de um subadulto, um juvenil possui um clásper sem desenvolvimento externo, um filhote não apresenta bolsa vitelínica e seu tamanho corpóreo é pequeno, e por fim um embrião possui bolsa vitelínica em seu ventre. Entretanto esse método não funciona para as fêmeas já que elas não possuem clásper.
Para realizar essas divisões é possível categorizar através do desenvolvimento de seus dentes, e pelo tamanho corporal em comparação com os machos. Essa possibilidade de identificação foi estabelecida porque a fêmea quando atinge maturidade elas apresentam heterodontia monognática, o qual em um subadulto não está completamente formado e com relação às fêmeas jovens, todos os dentes são similares em morfologia e tamanho. Porém no quesito comparação de tamanho com os machos é necessário se levar em conta que as fêmeas são naturalmente maiores que eles, porém ainda é possível estabelecer uma faixa etária para as fêmeas.

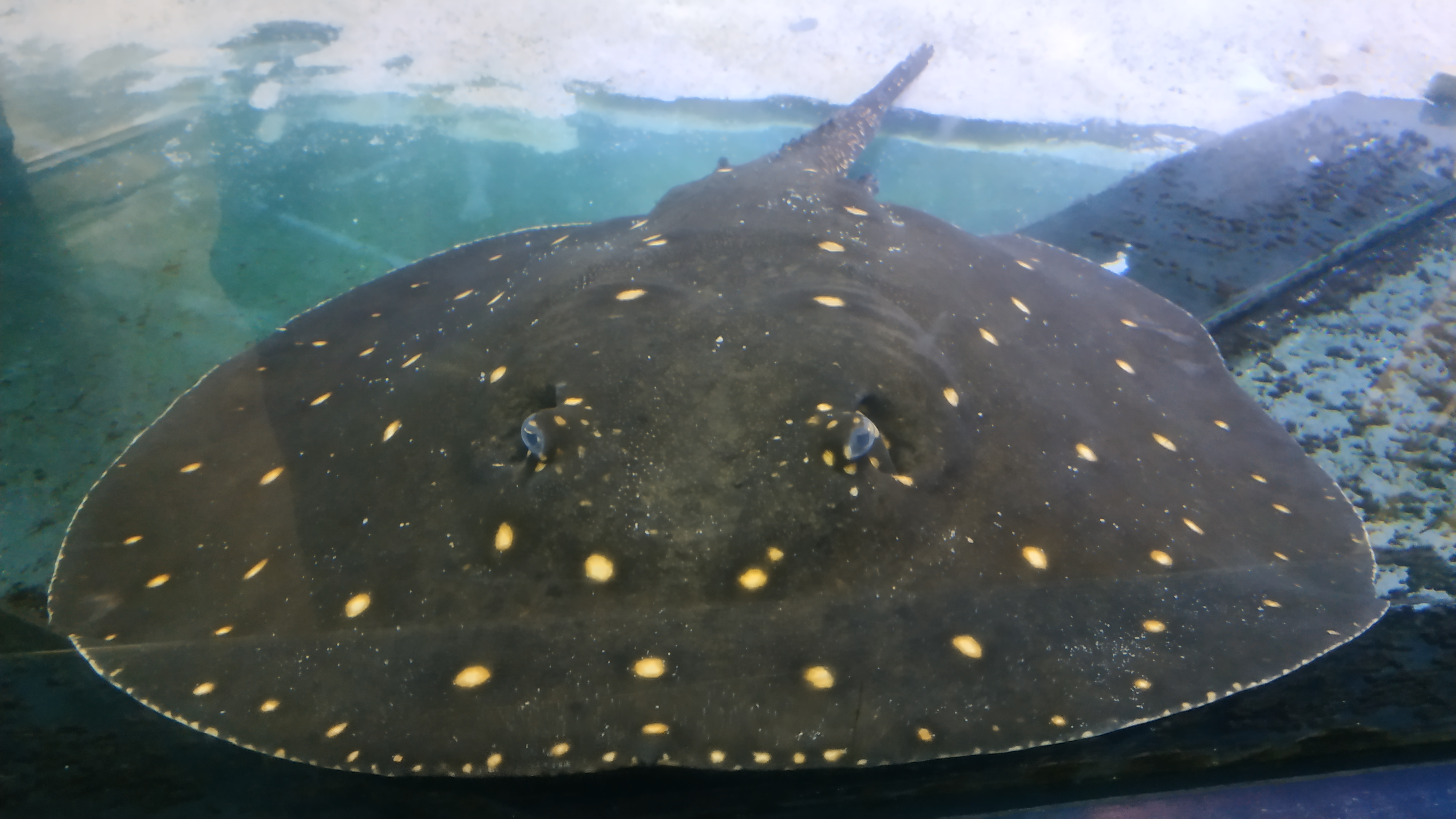

## Conservação
A espécie atualmente não se encontra na lista Portaria MMA nº 445, de 17 de dezembro de 2014, nem no livro vermelho ed. ano 2018, vol IV, do Instituto Chico Mendes de Conservação a Biodiversidade ICMBIO. Na IUCN RED LIST esta espécie consta como dados insuficientes.
A P. motoro é legalizada para exportação do Brasil e possui como resultado o comércio internacional de 5.000 indivíduos por ano. Ela é classificada como um animal com alta fecundidade e está localizada em uma ampla região, o que valida o fato de a espécie não estar correndo risco de extinção. Entretanto, sua captura e exportação deve ser firmemente monitorada e controlada para que não ocorram enganos e a captura de espécies endêmicas como a P. leopoldi e P. henlei.
São diversos os fatores que possuem influência sobre a conservação da espécie, variando desde a pesca de subsistência, pesca comercial para a venda como peixe ornamental, recreativa e a negativa, as quais são responsáveis por um declínio de uma população, bem como pode causar prejuízos como ocorrem em casos de o pescador pegar indivíduos por engano e acabarem cortando sua cauda com o pensamento de evitar envenenamentos futuros. Além da questão de perda e deterioração de habitats por consequência de dragagens, barragens e a pesca, casos de sacrifício do animal por pescadores, sem motivos, comércio e exportação em situações precárias, questão de cativeiro e maior susceptibilidade à doenças e infecções.

## Curiosidades sobre a espécie
Arraia Olhos-De-Pavão é um animal exótica bastante utilizada por aquaristas pela suas características naturalmente belas. Os machos são menores que as fêmeas e ambos possuem nadadeiras peitorais modificadas que integram uma orla ao redor de seu corpo cartilaginoso, isso facilita sua locomoção e dá um certo efeito de flutuação para quem visualiza.
Essa arraia requer um espaço com bom comprimento e largura desejável se colocada em aquário, decorações podem ser utilizadas, porém com moderação, o ideal é deixar o espaço livre para que elas possam nadar livremente. O sistema de filtragem do aquário deve ser impecável, principalmente a filtragem biológica, devido a quantidade de resíduos que estes peixes produzem.
Artigos mostram que o Brasil apresenta um grande potencial para o desenvolvimento do setor aquarístico e isso implica como uma importante fonte de renda para população rural e urbana. Mesmo sendo encarada como atividade sem importância e supérflua, essa atividade tem capacidade de gerar empregos à população de baixa renda.
Existe uma problemática de descarte não regular de indivíduos nos rios do nosso país, essa espécie é uma espécie exótica e está se difundindo dentro de nossas bacias. Há registros de ocorrência de duas espécies de potamotrigonídeos na região do Alto Rio Paraná e isso pode causar um desequilíbrio no meio ambiente, assim prejudicar a saúde humana ou levar a perdas econômicas.

## Acidentes com a ferroada de arraias

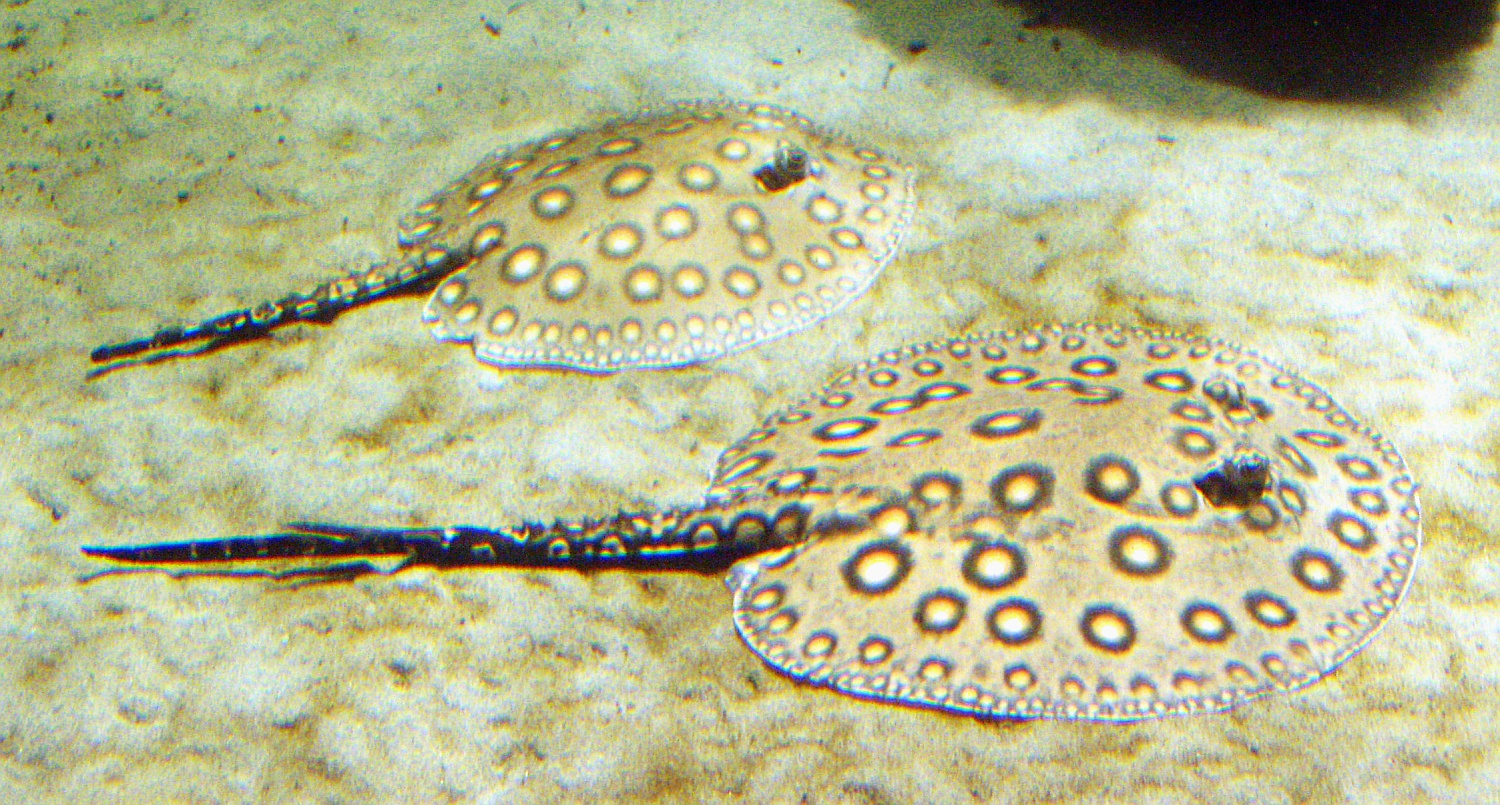

Um fato importante é que essa espécie possui um apêndice em sua cauda que se assemelha a um chicote que inclui quatro ferrões ósseos serrilhados, constituídos por um epitélio produtor de peçonha. O veneno é liberado assim que há a penetração na pele da vítima onde o tegumento que envolve o ferrão é dilacerado.
Há poucos relatos com dados sólidos para acidentes no Brasil, geralmente esses dados são observados regionalmente.
Dentre os principais sintomas observados provocados pela picada de água doce é a dor e lesões que podem evoluir para úlceras e necrose cianótica central, além de vômitos, convulsões, salivação, sudorese, depressão respiratória, fasciculação muscular, paralisia do membro atingido, eritema, edema generalizado, flacidez do tecido, diferentes graus de sangramento no local, hipotensão e bradicardia. Em casos mais sérios, podem ocorrer mortes quando lesões atingem órgãos vitais ou perfurações ou que estejam associadas com infecções bacterianas devido a laceração da parte do corpo feita pelo ferrão. A mortalidade é mais frequente em casos de acidentes em locais isolados em que são escassos os atendimentos médicos.